# Стратоника III (Кападокия)
Стратоника III (на старогръцки: Στρατονίκη, Stratonice; fl.: 3 век пр.н.е.) е сирийско гръцка принцеса от Селевкидската империя и чрез женитба първата царица на Кападокия.

## Биография
Тя е дъщеря на цар Антиох II Теос и Лаодика I. Сестра е на цар Селевк II Калиник и на принц Антиох Хиеракс.
Стратоника III се омъжва за Ариарат III, първият цар на Кападокия от 255 пр.н.е. до 220 пр.н.е. от династията Ариаратиди/Отаниди. С него тя има син Ариарат IV, цар на Кападокия.